# أنجيل أرسينو
أنجيل أرسينو (بالإنجليزية: Angèle Arsenault)‏‏ (1 أكتوبر 1943 - 25 فبراير 2014 في سان سوفور، كيبك) مغنية مؤلفة، ومغنية من كندا.

## التعليم
تعلمت أنجيل أرسينو في:
- جامعة لافال

## الجوائز
حصلت أنجيل أرسينو على الجوائز الآتية:
- ضابط وسام كندا

## روابط خارجية
- أنجيل أرسينو على موقع IMDb (الإنجليزية)
- أنجيل أرسينو على موقع ميوزك برينز (الإنجليزية)
- أنجيل أرسينو على موقع أول ميوزيك (الإنجليزية)
- أنجيل أرسينو على موقع ديسكوغز (الإنجليزية)
- أنجيل أرسينو على موقع كينوبويسك (الروسية)